# Kransalger
Kransalger (Charophyceae, Charales, Characeae) är en form av alger som växer i brack- och sötvatten och är vanligast i brackvatten. De påträffas på mjukbottnar där de fäster med rotlika trådar i bottensedimentet ned till 10 m djup. Kransalger lever i havsvikar, små och lugna vatten men också i älvar i fjälltrakter. Flera arter är beståndsbildande karaktärsväxter, framför allt i kalkrika sjöar och havsvikar. Kransalger är betydelsefulla ur ett ekologiskt perspektiv då de utgör ett viktigt habitat genom att bland annat ge skydd och föda åt djur som sedan blir mat åt fåglar, fisk och evertebrater.
Det finns mer än 400 arter kransalger i världen, av dessa påträffas knappt 40 i Sverige.
Kransalgerna är de grönalger som är närmast släkt med landväxterna, embryofyterna. De har många drag som de delar med landväxterna, till exempel förgrenad apikal tillväxt, samt att äggcellen behålls på moderplantan och dessutom omsluts. Även spermierna liknar i hög grad mossors spermier.
Det förekommer också att namnet kransalger används om hela divisionen Charophyta, som även innehåller andra klasser och ordningar.